# 南山田 (横浜市)
南山田（みなみやまた）は、神奈川県横浜市都筑区の地名。現行行政地名は南山田一丁目から南山田三丁目。住居表示実施済区域。

## 地理
都筑区の北部に位置し、北に北山田、三丁目の東に東山田、二丁目の南東・三丁目の南に南山田町、一丁目の南、二丁目の南西に牛久保東、一丁目の西に北山田と接している。

### 面積
面積は以下の通りである。
| 丁目         | 面積（km²） |
| ------------ | ----------- |
| 南山田一丁目 | 0.154       |
| 南山田二丁目 | 0.248       |
| 南山田三丁目 | 0.218       |
| 計           | 0.620       |

### 地価
住宅地の地価は、2025年（令和7年）1月1日の公示地価によれば、南山田3-31-21の地点で28万9000円/m²となっている。

## 歴史

### 沿革
- 1992年（平成4年）10月19日 - 住居表示の実施[7]に伴い、牛久保町、北山田町、南山田町、東山田町の各一部から、南山田一丁目と南山田三丁目を新設[8]。横浜市港北区南山田一丁目・南山田三丁目となる。
- 1994年（平成6年）11月6日 - 住居表示の実施[9]に伴い、北山田町、南山田町の各一部から、南山田二丁目を新設。また、行政区再編成に伴い、都筑区を新設。横浜市都筑区南山田一丁目・南山田二丁目・南山田三丁目となる[10]。

### 町名の変遷
| 実施後       | 実施年月日                | 実施前（各町名ともその一部）           |
| ------------ | ------------------------- | -------------------------------------- |
| 南山田一丁目 | 1992年（平成4年）10月19日 | 牛久保町、北山田町、南山田町（各一部） |
| 南山田二丁目 | 1994年（平成6年）11月6日  | 北山田町、南山田町（各一部）           |
| 南山田三丁目 | 1992年（平成4年）10月19日 | 北山田町、東山田町、南山田町（各一部） |

## 世帯数と人口
2025年（令和7年）6月30日現在（横浜市発表）の世帯数と人口は以下の通りである。
| 丁目         | 世帯数    | 人口    |
| ------------ | --------- | ------- |
| 南山田一丁目 | 922世帯   | 2,347人 |
| 南山田二丁目 | 1,782世帯 | 4,475人 |
| 南山田三丁目 | 751世帯   | 1,752人 |
| 計           | 3,455世帯 | 8,574人 |

### 人口の変遷
国勢調査による人口の推移。
| 年                 | 人口  |
| ------------------ | ----- |
| 1995年（平成7年）  | 3,624 |
| 2000年（平成12年） | 9,023 |
| 2005年（平成17年） | 9,228 |
| 2010年（平成22年） | 9,344 |
| 2015年（平成27年） | 9,151 |
| 2020年（令和2年）  | 8,821 |

### 世帯数の変遷
国勢調査による世帯数の推移。
| 年                 | 世帯数 |
| ------------------ | ------ |
| 1995年（平成7年）  | 1,166  |
| 2000年（平成12年） | 2,890  |
| 2005年（平成17年） | 3,005  |
| 2010年（平成22年） | 3,091  |
| 2015年（平成27年） | 3,124  |
| 2020年（令和2年）  | 3,207  |

## 学区
市立小・中学校に通う場合、学区は以下の通りとなる（2024年11月時点）。
| 丁目         | 番・番地等  | 小学校               | 中学校               |
| ------------ | ----------- | -------------------- | -------------------- |
| 南山田一丁目 | 全域        | 横浜市立南山田小学校 | 横浜市立中川中学校   |
| 南山田二丁目 | 全域        | 横浜市立南山田小学校 | 横浜市立中川中学校   |
| 南山田三丁目 | 33〜46番    | 横浜市立南山田小学校 | 横浜市立中川中学校   |
| 南山田三丁目 | 1番から32番 | 横浜市立山田小学校   | 横浜市立東山田中学校 |

## 事業所
2021年（令和3年）現在の経済センサス調査による事業所数と従業員数は以下の通りである。
| 丁目         | 事業所数 | 従業員数 |
| ------------ | -------- | -------- |
| 南山田一丁目 | 18事業所 | 151人    |
| 南山田二丁目 | 41事業所 | 398人    |
| 南山田三丁目 | 34事業所 | 266人    |
| 計           | 93事業所 | 815人    |

### 事業者数の変遷
経済センサスによる事業所数の推移。
| 年                 | 事業者数 |
| ------------------ | -------- |
| 2016年（平成28年） | 83       |
| 2021年（令和3年）  | 93       |

### 従業員数の変遷
経済センサスによる従業員数の推移。
| 年                 | 従業員数 |
| ------------------ | -------- |
| 2016年（平成28年） | 914      |
| 2021年（令和3年）  | 815      |

## 交通
- 神奈川県道102号荏田綱島線

## 施設
- サレジオ学院中学校・高等学校
- 横浜市立南山田小学校
- 徳生公園

## その他

### 日本郵便
- 郵便番号 : 224-0029[3]（集配局：都筑郵便局[20]）

### 警察
町内の警察の管轄区域は以下の通りである。
| 丁目         | 番・番地等 | 警察署     | 交番・駐在所   |
| ------------ | ---------- | ---------- | -------------- |
| 南山田一丁目 | 全域       | 都筑警察署 | 北山田駅前交番 |
| 南山田二丁目 | 全域       | 都筑警察署 | 北山田駅前交番 |
| 南山田三丁目 | 全域       | 都筑警察署 | 北山田駅前交番 |